# François II de Nevers
François II de Nevers, duc de Nevers, comte de Rethel  et vicomte de Saint-Florentin en 1562, mort le 19 décembre 1562 à la bataille de Dreux.

## Biographie
Né en 1540, fils de François Ier de Clèves et de Marguerite de Vendôme. Marié le 6 septembre 1561 à Anne de Bourbon-Vendôme, fille de Louis III de Bourbon-Vendôme.